# Roca d'Aurenc
La Roca d'Aurenc, en alguns mapes Roca Durena, és una muntanya rocosa de 1.195,4 m alt del límit dels termes comunals de Bula d'Amunt, de la comarca del Rosselló, i de Glorianes, de la del Conflent, a tots dos a la Catalunya del Nord.
És a prop de l'extrem sud-oriental del terme de Glorianes i del sud-occidental del de Bula d'Amunt; és al nord-est de Puig Sobirana i de Santa Anna dels Quatre Termes.